# Joseph-Marie Callery
Pour les articles homonymes, voir Callery.
Joseph-Gaëtan-Pierre-Maxime-Marie Callery (25 juin 1810 à Turin – 8 juin 1862 à Voulangis) était un missionnaire et sinologue.

## Biographie
Il est le fils de Gaetano Calleri, fabricant d’étoffes de soie à Turin, et d’Anna-Maria-Antonia Gazolla, tailleuse d’étoffes.
Il épouse Henriette-Louise-Clémentine Quelquejeu le 10 juillet 1861 à Lisses (Essonne), ils reconnaissent 6 enfants lors de ce mariage.
Il fut incorporé au diocèse de Chambéry. Il entra laïque au séminaire des Missions étrangères de Paris à la fin de septembre 1833, fut ordonné prêtre le 20 décembre 1834, reçut sa destination pour la Corée, et partit de Paris le 15 mars 1835 pour s'embarquer au Havre le 21 du même mois. L'entrée en Corée étant impossible, il resta à Macao ; en 1842, il est renvoyé de la Société des Missions étrangères.
Il devint l'interprète de de Lagrené lors de son ambassade en Chine en 1844, et eut une part réelle dans le succès des négociations sur le traité de Whampoa. Il était attaché au ministère des Affaires étrangères en qualité de secrétaire-interprète pour le chinois.
Lors de ses voyages en Asie (Java, Philippines, Chine), il rapporte différents végétaux inconnus en Europe dont une espèce de poirier que Joseph Decaisne décrit en 1872 et nomme Pyrus calleryana en hommage à son « importateur ». D'autres espèces telles que Eugenia calleryana sont aussi nommées en son hommage.
Il est inhumé au cimetière Montmartre (19e division), avec son fils l'historien Alphonse Callery (1847-1909).
Il est le père de Stéphanie-Joséphine, née le 19 février 1852, religieuse et sœur Casimir Callery qui a accompagné Bernadette Soubirous à l’infirmerie du couvent Saint-Gildard de Nevers. 

## Sources biographiques
- Biographie sur le site des « Archives des Missions Etrangères de Paris »
- Biographie par Dominique Beyls